# Lijst van Stolpersteine in Ooststellingwerf

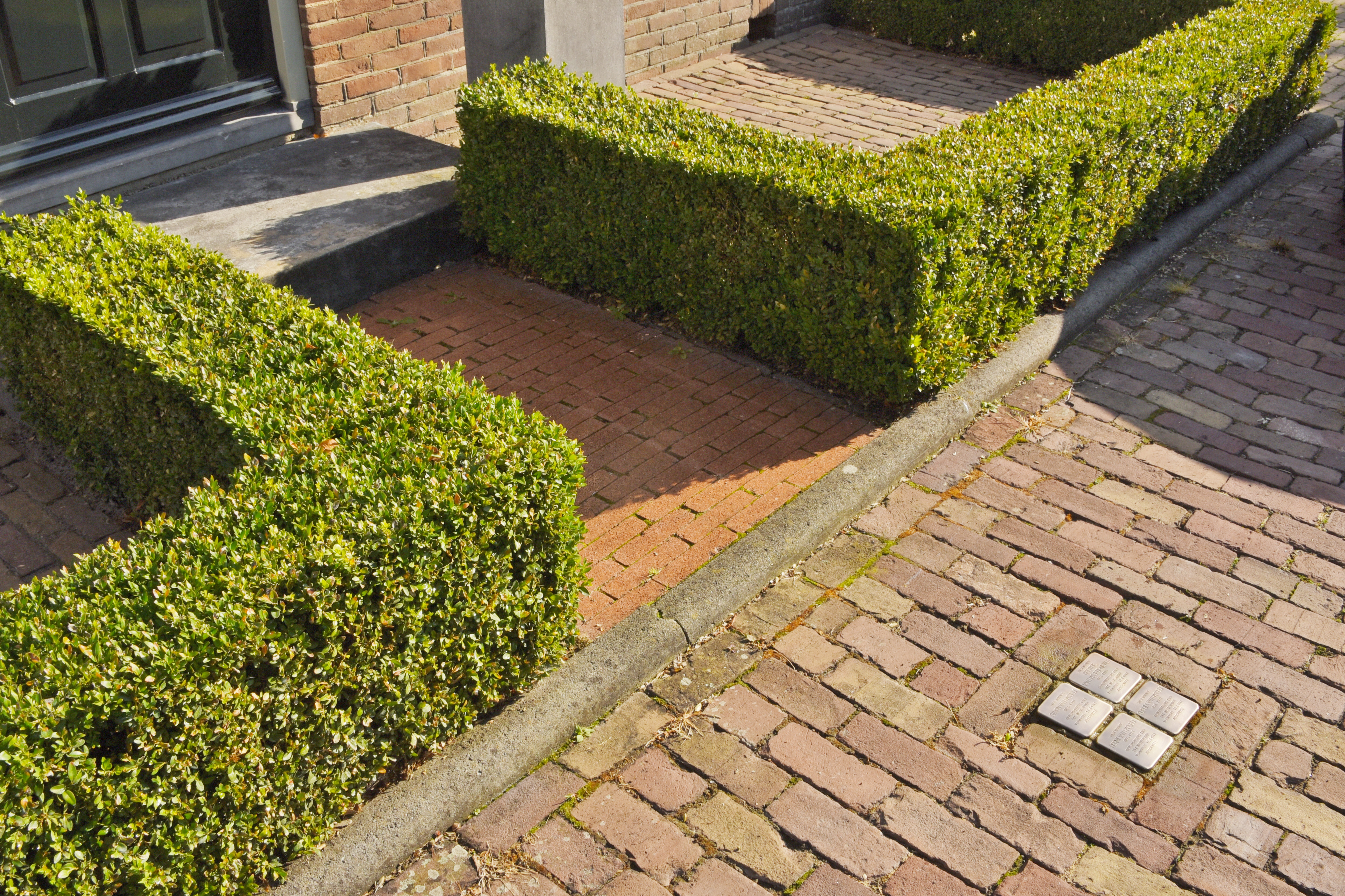
Stolpersteine voor familie Van Hasselt in Waskemeer

De lijst van Stolpersteine in Ooststellingwerf geeft een overzicht van de gedenkstenen die in de gemeente Ooststellingwerf in de Nederlandse provincie Friesland zijn geplaatst in het kader van het Stolpersteine-project van de Duitse beeldhouwer-kunstenaar Gunter Demnig.
Stolpersteine zijn opgedragen aan slachtoffers van het nationaalsocialisme, al diegenen die zijn vervolgd, gedeporteerd, vermoord, gedwongen te emigreren of tot zelfmoord gedreven door het nazi-regime. Demnig legt voor elk slachtoffer een aparte steen, meestal voor de laatste zelfgekozen woning.
Omdat het Stolpersteine-project doorloopt, kan deze lijst onvolledig zijn.

## Stolpersteine
In de gemeente Ooststellingwerf liggen vier Stolpersteine in Waskemeer.

### Waskemeer
| Stolperstein | Inscriptie | Adres                                | Biografie                              |
| ------------ | --- | ------------------------------------ | -------------------------------------- |
|              | HIER WOONDE HERMI VAN HASSELT GEB. 1928 GEDEPORTEERD 1943 UIT WESTERBORK VERMOORD 12.2.1943 AUSCHWITZ          | Waskemeer, Meester van Hasseltweg 11 | Hermi van Hasselt (1928-1943)          |
|              | HIER WOONDE SIMON VAN HASSELT GEB. 1900 GEDEPORTEERD 1943 UIT WESTERBORK VERMOORD 12.2.1943 AUSCHWITZ          | Waskemeer, Meester van Hasseltweg 11 | Simon van Hasselt (1900-1943)          |
|              | HIER WOONDE SOPHIA VAN HASSELT GEB. 1933 GEDEPORTEERD 1943 UIT WESTERBORK VERMOORD 12.2.1943 AUSCHWITZ         | Waskemeer, Meester van Hasseltweg 11 | Sophia van Hasselt (1933-1943)         |
|              | HIER WOONDE GEERTJE VAN HASSELT-NIEWEG GEB. 1904 GEDEPORTEERD 1943 UIT WESTERBORK VERMOORD 12.2.1943 AUSCHWITZ | Waskemeer, Meester van Hasseltweg 11 | Geertje van Hasselt-Nieweg (1904-1943) |

## Data van plaatsingen
- 31 oktober 2015: Waskemeer, vier Stolpersteine op Meester van Hasseltweg 11